# Oltingue
Oltingue (deutsch Oltingen, elsässisch Oltinge) ist eine französische Gemeinde mit 684 Einwohnern (Stand 1. Januar 2022) im Département Haut-Rhin in der Europäischen Gebietskörperschaft Elsass und in der Region Grand Est. Oltingue liegt im Kanton Altkirch, im Arrondissement Altkirch und ist Mitglied des Gemeindeverbandes Sundgau.

## Geographie
Der Ort liegt zweieinhalb Kilometer von der Schweizer Grenze entfernt auf einer Höhe von 400 Metern am Ufer des Flusses Ill. Der von Wolschwiller kommende Pfaffenbach erhält auf der Höhe von Oltingue den Namen Limendenbach. Der Dorfkern liegt an der Verbindungsstraße zwischen Fislis (nördlich) und Wolschwiller (südlich). Basel liegt 23 Kilometer entfernt nordöstlich von Oltingue.
Das Dorf liegt im lössbedeckten Sundgauer Tertiärhügelland unmittelbar am Fuße der nördlichsten aus Jurakalken aufgebauten Kette des Faltenjuras, die hier ihr östliches Ende findet. Bei Oltingen (Huttingue) verlässt die Ill den Jura und ändert ihre durch die Faltenmulde (Synklinale) hinter der Kette vorgegebene Laufrichtung von West-Ost nach Nord-West, einem älteren (tertiären) Talzug folgend.

## Geschichte
Auf dem Oltingerberg befand sich ein vermutlich befestigter neolithischer Wohnplatz. Bronzezeitliche und mittelalterliche Funde bei der alten Kirche.  Auf dem Spielberg stand eine römische Warte. Die in Oltingen begüterte Abtei Lützel besaß hier einen Dinghof. Im 14. Jahrhundert besaß eine Adelsfamilie von Oltingen einen Herrensitz im Dorf. Der Ort gehörte früh dem Schwarzwaldkloster Sankt Blasien, dann der Abtei Murbach und ging im 13. Jahrhundert an die Grafen von Pfirt. Von 1324 bis zum Westfälischen Frieden war er habsburgisch und gelangte dann an die französische Krone.
Bis zur Verwüstung  durch die Armagnaken 1445 scharte sich der Ort um die jetzt abseits des Dorfes befindliche Feldkirche Sankt Martin und wurde daraufhin in der jetzigen Lage neu angesiedelt.
Von 1871 bis zum Ende des Ersten Weltkrieges gehörte Oltingen als Teil des Reichslandes Elsaß-Lothringen zum Deutschen Reich und war dem Kreis Altkirch im Bezirk Oberelsaß zugeordnet.

### Bevölkerungsentwicklung
| Jahr      | 1962 | 1962 | 1968 | 1975 | 1982 | 1990 | 1999 | 2007 | 2018 |
| Einwohner | 687  | 651  | 657  | 719  | 728  | 711  | 765  | 736  | 669  |

## Wirtschaft
Wichtige Erwerbszweige sind die Landwirtschaft, das Gast- und das Kleingewerbe. Im Gewerbegebiet Zone d'activité Nord haben sich seit dem Jahr 2000 einige Betriebe vor allem aus dem Sektor Metallverarbeitung angesiedelt.

## Bauwerke
- spätgotische Kirche Saint-Martin-des-Champs (St. Martin auf den Feldern) aus dem 14. Jahrhundert, etwa 500 Meter südwestlich der Dorfmitte, als Monument historique klassifiziert. Heute Friedhofskirche. Eine spätgotische Chorturmkirche, erbaut im 14. bis 15. Jahrhundert. Im 19. Jahrhundert stark verändert: neugotische Fenster und Vorhalle. Bei Ausgrabungen 1974 stieß man bei der Kirche auf Grundmauern aus dem 11. und 15. Jahrhundert. Die Kirche war einst Mutterkirche für Oltingen, Fislis, Lutter und dem im 15. Jahrhundert abgegangenen Hüttingen.
- Kirche St. Martin, zwischen 1827 und 1831 errichtet, spätklassizistischer Bau mit klassischem Dreiecksgiebel über dem Rundbogenportal. Callinet-Orgel von 1843.
- Kirche, Pfarr- und Schulhaus bilden an der Place Saint-Martin ein bemerkenswertes spätklassizistisches Ensemble der Louis-Philippe-Zeit. Pfarr- und Schulhaus sind schlichte Walmdachbauten. Beide besitzen die Kombination von Stockwerk- und Fensterbankgesims. Bei der Schule sind die drei unter einem Dreiecksgiebel zusammengefassten Mittelachsen risalitartig hervorgehoben. Das Pfarrhaus besitzt eine doppelläufige Freitreppe mit einem zierlichen gusseisernen Geländer. Schule und Pfarrhaus wurden 1843 bezugsfertig.
- Museum, früher Wirtshaus zum Löwen. Steinernes Erd-/Kellergeschoss mit groben Eckquadern, wohl noch vor dem Dreißigjährigen Krieg erbaut, Fenster neuer. Darüber ein Fachwerkbau aus dem 19. Jahrhundert mit traufseitiger, auf den verlängerten Deckenbalken des Erdgeschosses ruhender Laube; deren Andreaskreuz-Geländer erneuert.  Fachwerkhaus Rue de l’Église Nr. 1: Datiert 1695, noch in der altertümlichen Ständerbauweise errichtet mit traufwandhohen Wandständern und Langstreben. Im Giebeldreieck zu Rautenmustern kombinierte Andreaskreuze. Auch die wohl später angefügte traufseitige Laube mit Andreaskreuzen.
- Im Jurarand-Dorf tritt das Sundgauer Fachwerkhaus etwas in den Hintergrund. Zahlreiche gemauerte Häuser aus verschiedenen Jahrhunderten. Noch aus dem 16. Jahrhundert stammt das Haus Rue de Leymen Nr. 2 (die Ferme de boucher), Fenster nicht original. Das Haus Rue Principale Nr. 38 ebenfalls im Kern noch alt, wohl um 1600 mit ursprünglich zweiteiligem Stubenfenster, das Gewände mit Hohlkehlen profiliert. Alle andern Fenster und Hauseingang neuer.
- Nr. 6 Rue du Réservoir: ein Haus um 1900 mit originellem zweifarbigem Sichtbacksteindekor.
- Kapelle St.-Brice (St. Brice=elsässisch: Britzgy), in einer Lichtung des Britzki-Waldes östlich des Dorfs gelegen: 1285 erstmals erwähnt. Im 15. Jahrhundert ein stark besuchter, von einem Waldbruder (=Einsiedler) betreuter Wallfahrtsort. Außenkanzel mit St.-Brice-Statue. Barockaltar.

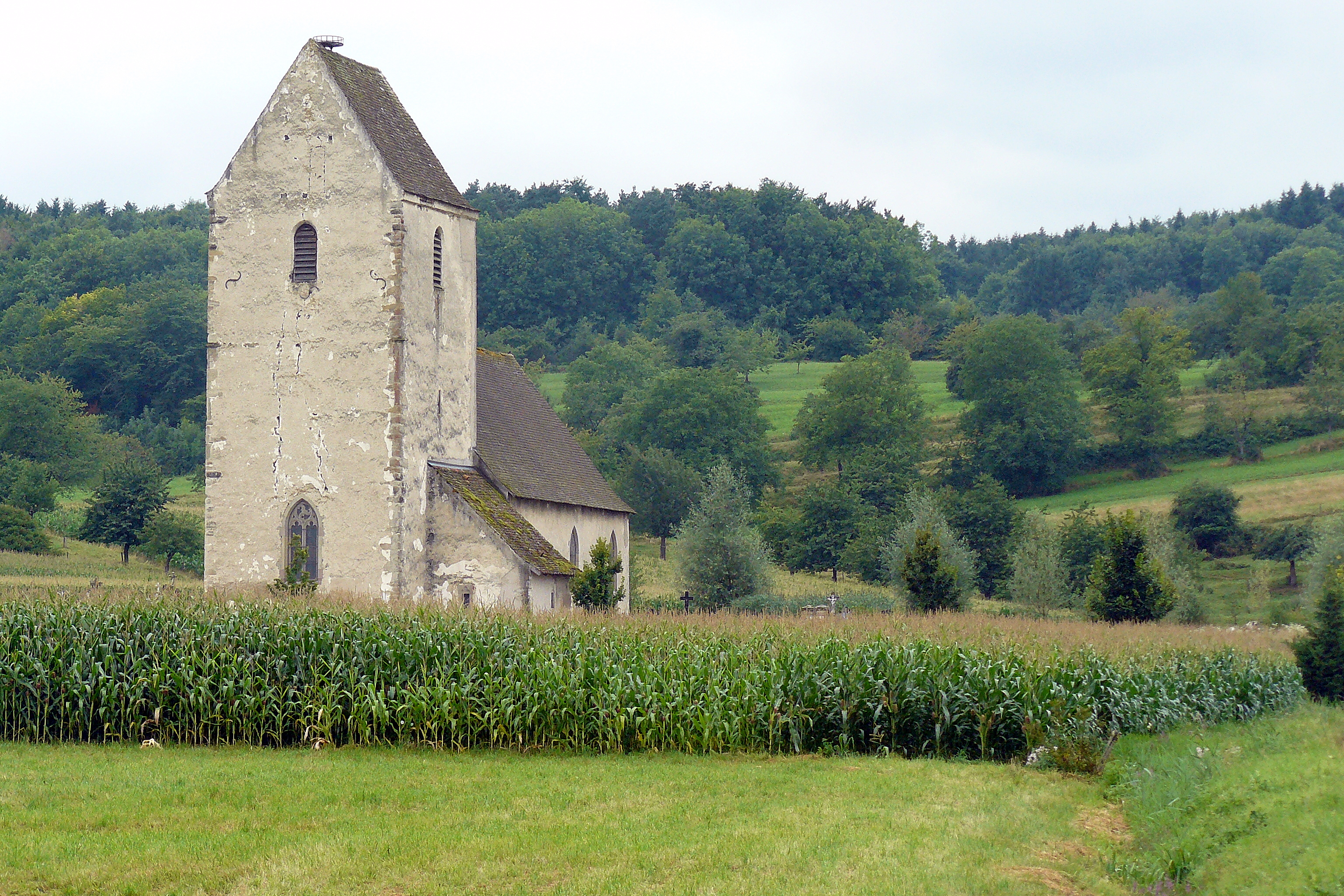
Kirche Saint-Martin-des-Champs
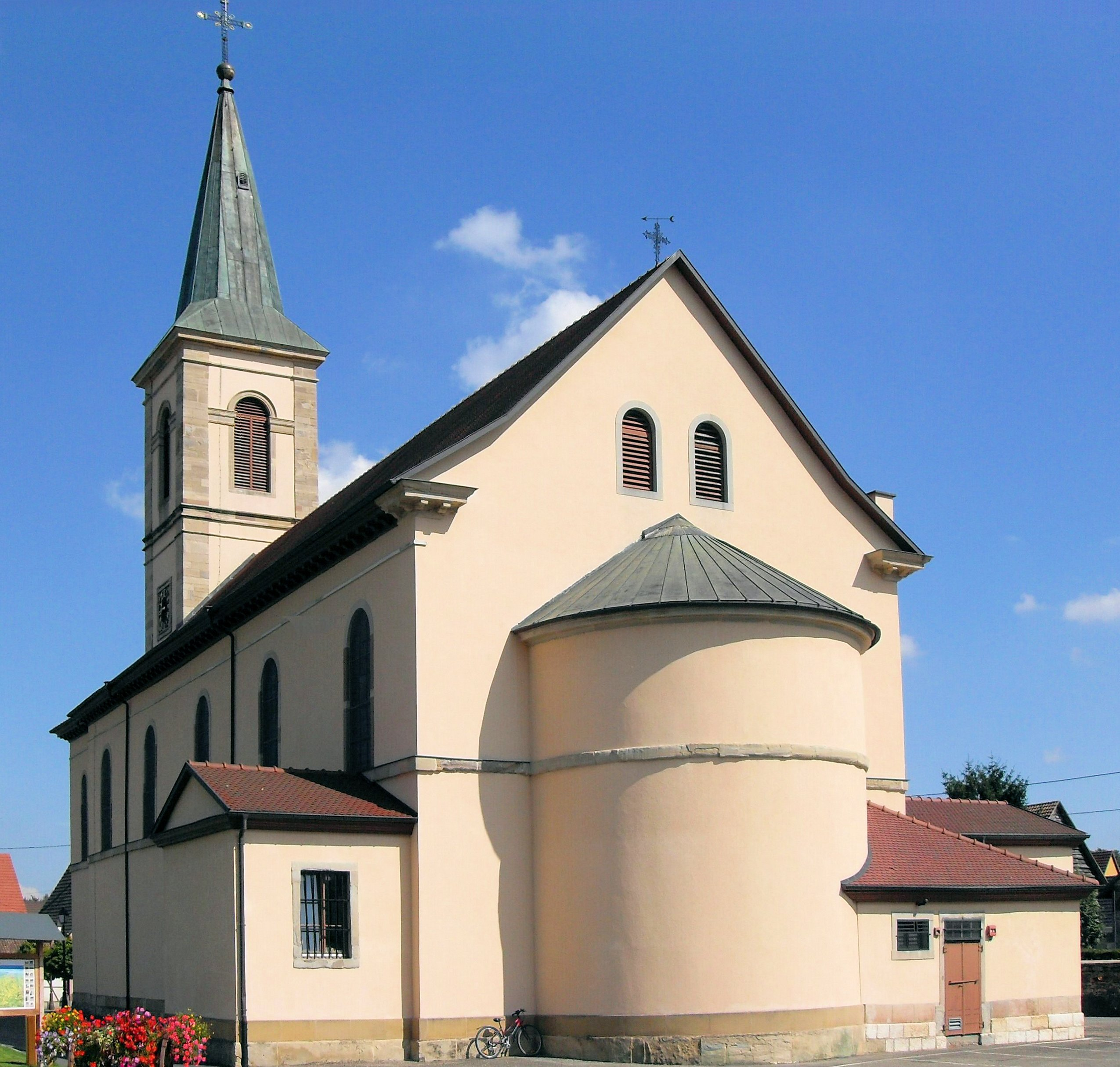
Kirche Saint-Martin
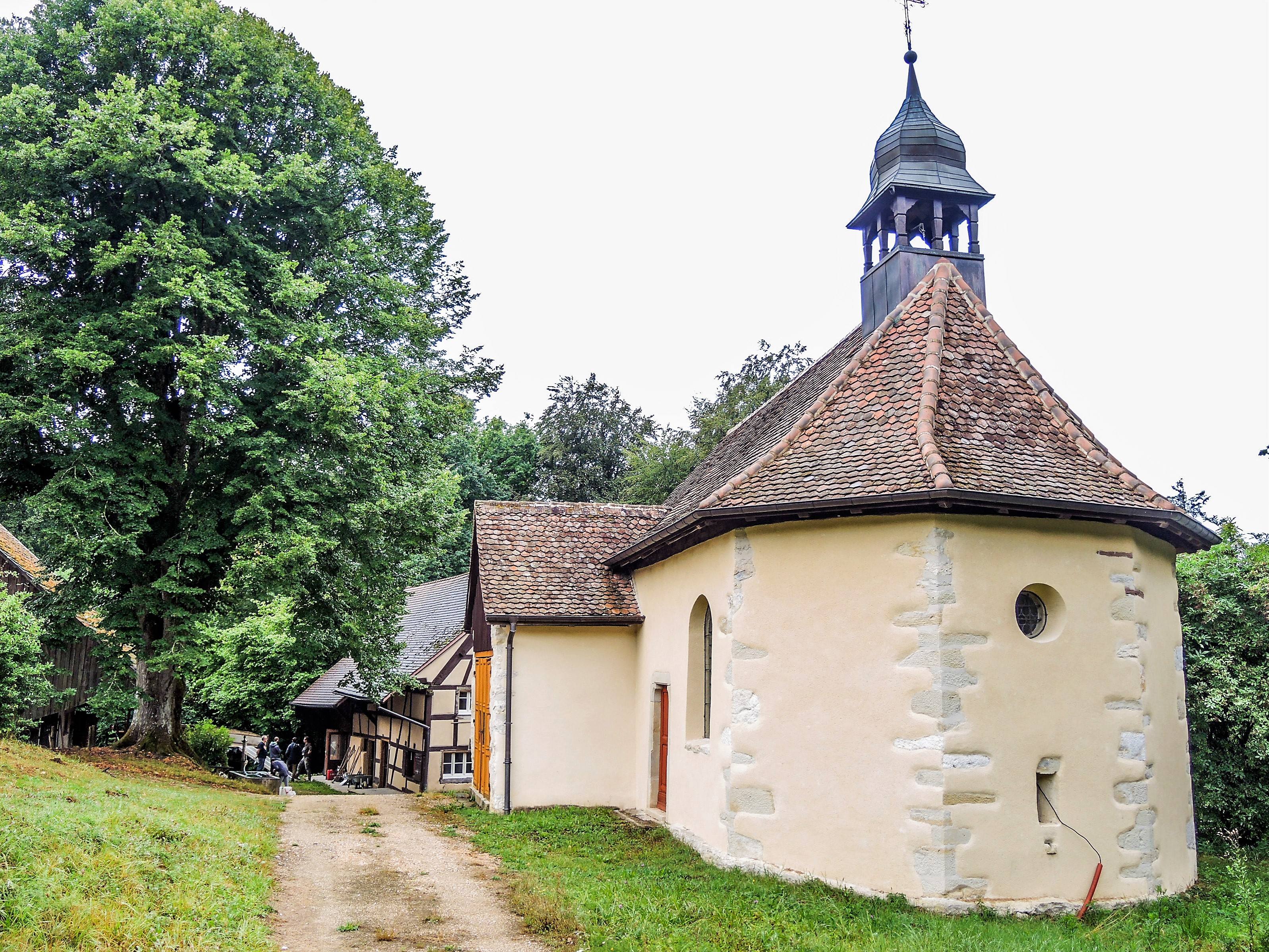
Kapelle Saint-Brice

## Dialekt
Oltige, wie die Gemeinde im örtlichen elsässischen Dialekt heißt, ist eine der wenigen elsässischen Ortschaften, deren (nur noch von der älteren Generation gesprochene) regionale Mundart zum Hochalemannischen zählt. Dies zeigt sich auch in der Dialektform des Ortsnamens, der die ursprüngliche Namensendung -ingen in die für das Hochalemannische typische Form  -ige abgeschliffen hat. Die französische Schreibweise Oltingue versucht dagegen, die niederalemannisch-elsässische Aussprache mit den Mitteln des französischen Alphabets phonetisch korrekt wiederzugeben.